# خدمات پناهندگی یسوعی
خدمات پناهندگی یسوعی (انگلیسی: Jesuit Refugee Service) یک سازمان کلیسای کاتولیک بین‌المللی است که به پناهندگان، افرادی که مجبور به مهاجرت شده‌اند و پناهجویان کمک می‌کند. دامنه خدمات پناهندگی یسوعی در سطح ملی و منطقه ای است. این سازمان در نوامبر ۱۹۸۰ با عنوان انجمن یسوعی تأسیس شد و در ۱۹ مارس ۲۰۰۰ به عنوان یک بنیاد خیریه در شهر واتیکان به ثبت رسید. انگیزه پایه‌گذاری این بنیاد توسط پدر «پدرو آروپه» کشیش بزرگ کلیسای یسوعی بود که از قایقرانان پناهجوی ویتنامی الهام گرفت، تا به یک اقدام عملی دست بزند. دفتر بین‌المللی مرکزی خدمات پناهندگی یسوعی در شهر رم است.
برنامه کار خدمات پناهندگی یسوعی برای پناهندگان کار می‌کند، با تمرکز بر اعاده حیثیت افراد، در حال حاضر در ۴۶ کشور در سراسر جهان گسترده‌است و در زمینه‌های آموزش و پرورش، کمک‌های اضطراری، بهداشت و تغذیه، فعالیت‌های پر بازده که درآمد و باروری دارند و همچنین در خدمات اجتماعی فعالیت می‌کند. در کل تاکنون ۷۳۰٫۰۰۰ نفر از پروژه‌های خدمات پناهندگی یسوعی بهره‌مند شده‌اند.

## تاریخچه
در اواخر دهه ۱۹۷۰ پدر «پدرو آروپه» به عنوان سرپرست انجمن عیسی مسیح راهی مأموریتی پرمخاطره به تبعیدگاه قایقرانان ویتنامی شد. هرچند جنگ ویتنام در سال ۱۹۷۵ به پایان رسیده بود اما از سال ۱۹۷۹ تازه تعداد زیادی از مردم ویتنام از طریق سفرهای خطرناک دریایی شروع به ترک کشور برای پناهنده شدن به کشورهای دیگر کردند. در آن زمان پدر پدرو آروپه از اعضای اصلی کلیسای یسوعی‌ها تقاضای اقدام عملی کرد. در اولین موج اقدام سخاوتمندانه برای حمایت از پناهندگان اگر چه در برابر بحران‌های انسانی معاصر پاسخ مناسبش را نگرفت اما انگیزه اش افزایش یافت تا برای رفع بحران انسانی پناهندگان به هماهنگی وبرنامه ریزی بیشتر در جامعهٔ کلیسای عیسی مسیح بپردازد. نتیجه آن خدمات گسترده‌ای بود که به افراد آواره شد و در ۱۴ نوامبر ۱۹۸۰ پدر آروپه تأسیس انجمن مسیح را اعلام کرد.

## مأموریت
خدمات پناهندگی یسوعی، یک سازمان غیردولتی بشردوستانه بین‌المللی است که تلاش می‌کند تا ایده‌های «ایگناتیوس لویولا» رهبر دینی اسپانیایی و بنیانگذار مسیحیان یسوعی را پیاده کند، یکی از اهداف کلیسای یسوعی تأمین نیازهای جسمی، فرهنگی، مذهبی و اجتماعی نو به کسانی است که از آن‌ها جدا ا فتاده اند. این هدف توسط ۲ پاپ تاییده شده‌است. جستجو برای این اهداف خدمات پناهندگی یسوعی را به احقاق حقوق اساسی پناهندگان محروم که مورد سوء استفاده قرار گرفته‌اند تحت پوشش قرار می‌دهد که شامل اردوگاه‌های سنتی پناهندگان، بازداشتگاه‌ها، زندانها، مناطق جنگی، مناطق مرزی و همچنین در قلب شهرهای بزرگ از جمله عراق و سوریه را در بر می‌گیرد.

## پناهندگان
خدمات پناهندگی یسوعی به دلیل این که احساس می‌کند دامنه خدمات و تصمیم‌گیری‌هایش در کادر کنوانسیون‌های موجود بین‌المللی نمی‌گنجد و آن را بسیار محدود می‌کند. عبارت عنوان «پناهجویان واقعی» را به همه افرادی که تحت آزار و شکنجه قرار گرفته‌اند اعم از این که به دلیل نژادی یا مذهبی یا عضویت در یکی از گروه‌های اجتماعی یا سیاسی هستند اطلاق می‌کند. به قربانیان منازعات مسلحانه یا ضایعاتی که بر اثر اشتباهات اقتصادی یا بلایای طبیعی یا حمایت از افراد آواره داخلی به دلایل بشر دوستانه، یعنی غیر نظامیانی که مجبور شده‌اند با خشونت از خانه‌های خود جابجا شوند را به عنوان پناهنده محسوب می‌کند که از مرزهای ملی خود نیز عبور نکرده‌اند.
از آنجایی که تعریف فوق تنها به افرادی که در معرض آزار و اذیت می‌باشند محدود می‌شود. از سازمان‌های منطقه ای در هر دو قاره آفریقا و آمریکای لاتین (اتحادیه آفریقا ۱۹۶۹) و (سازمان ایالات متحده آمریکا ۱۹۸۴) تعاریف وسیع تری را به این تعریف می‌افزاید که از جمله شامل جابجایی عمومی است که حاصل یک درگیری و سقوط اجتماعی و اقتصادی می‌باشد.